# جايسون بيرثومير
جايسون بيرثومير لاعب كرة قدم أسترالي يلعب مع نادي ملبورن فيكتوري.